# Ватерберге (биосферный резерват)
Ва́терберге (англ. Waterberg Biosphere) — биосферный резерват, расположенный в одноимённом районе провинции Лимпопо, ЮАР.

## Физико-географические характеристики
По данным программы «Человек и биосфера» резерват расположен на участке между координатами 23°10′ ю. ш. 27°30′ в. д. и 24°40′ ю. ш. 28°40′ в. д.. Его общая площадь составляет 4145,71 км², площадь ядра — 1145,71 км², буферной зоны — 1500,00 км², зоны сотрудничества — 1500,00 км². Резерват включает в себя невысокие горные хребты с бедными почвами. Его основу составляет горный хребет Ватерберге. Высота над уровнем моря колеблется от 830 до 2085 метров.
В соответствии с названием, Ватерберге является водным резервуаром в засушливом регионе.

## Флора и фауна
Растительный мир соответствует горной саванне. Для кислых кустарниковых вельдов характерны такие растения как фаурея (faurea saligna), акация (acacia caffra), burkea africana, терминалия (terminalia sericea), цезальпиниевые (peltophorum africanum) и другие. На крутых склонах и обрывах растут также albizia tanganyicensis и комбретум бархатнолистный (Combretum molle). На берегах рек произрастают растения, предпочитающие пресную воду, такие как mimusops zeyheri, clerodendrum glabrum, фикус (ficus thonningii).

## Влияние человека
По данным 1999 года на территории резервата проживало около 77 тысяч человек. Основным источником доходов региона является туризм, который в настоящее время меняет своё направление с охотничьего на экотуризм. Кроме того, жители занимаются разведением крупного рогатого скота, выращиванием сельскохозяйственных культур, в частности табака.
Ватерберге включён во всемирную сеть биосферных резерватов в 2001 году. Его управлением занимается специальный комитет, а также провинциальный департамент земли, сельского хозяйства и окружающей среды. Исследования, проводимые на территории Ватерберге, включают мониторинг осадков и погоды, исследование рек Лапалала и Моколо, регулярное исследование численности крупных животных, в том числе леопардов, чёрных носорогов, бабочек и других насекомых, ряда рыб и птиц. Кроме того, проводится изучение местных навыков в сельских районах.
На территории биосферного резервата расположено большое количество охраняемых территорий местного значения:
- Охотничий резерват Велгевонден (Welgevonden Game Reserve);
- Национальный парк Маракеле (Marakele National Park);
- Охотничий резерват Мабалингве (Mabalingwe Game Reserve);
- Охотничий резерват Умламетси (Umhlametsi Game Reserve);
- Охотничий резерват Мабула (Mabula Game Reserve);
- Охотничья ферма Шакама (Shakama Game Farm);
- Охотничий резерват Лапалала (Lapalala Game Reserve);
- Природный заповедник Дурндраи-Дам (Doorndraai Dam Nature Reserve);
- Заповедник живой природы Ватерберге (Waterberg Wilderness Reserve).

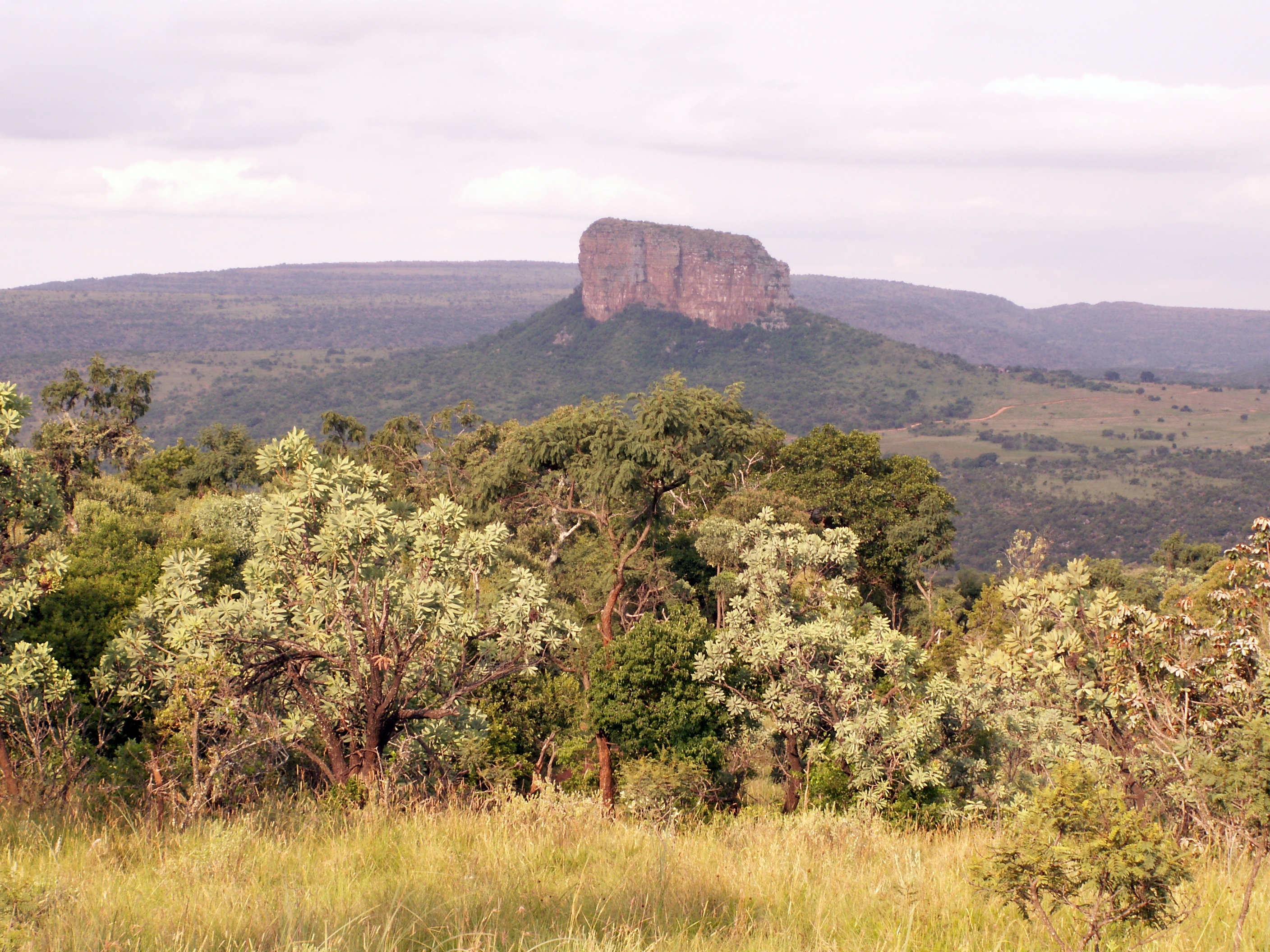
Ландшафт резервата
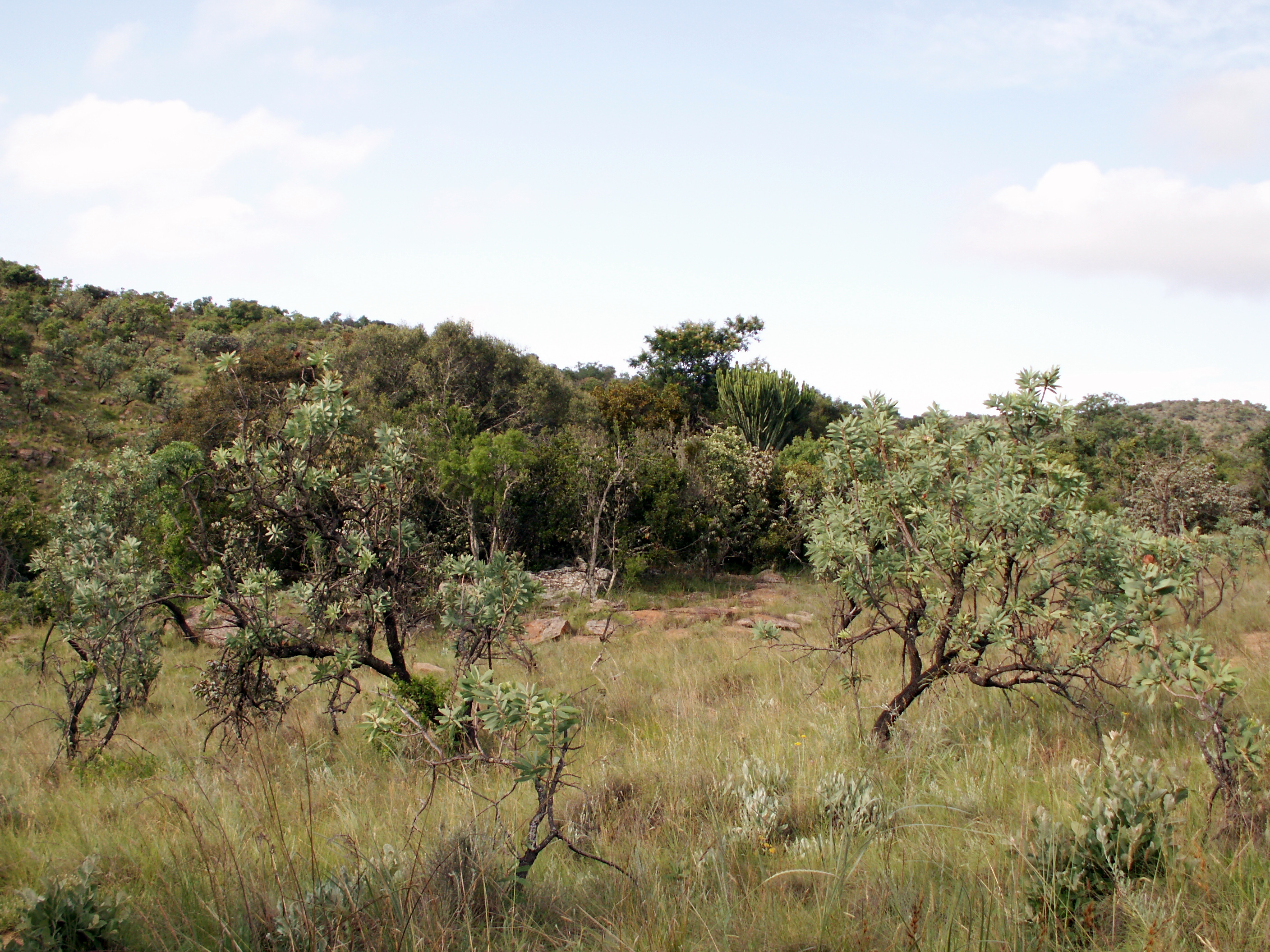
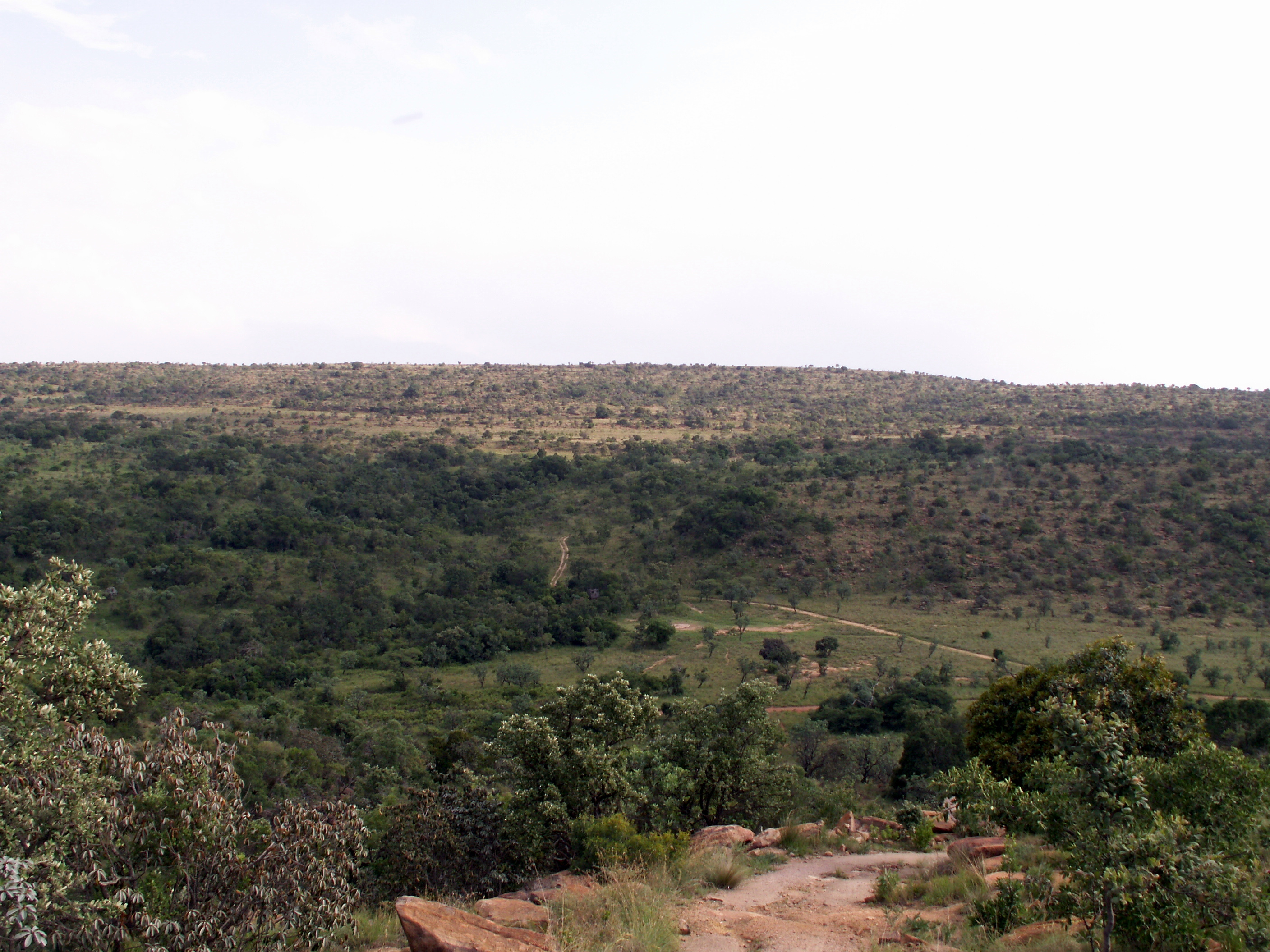